# Scala Greca

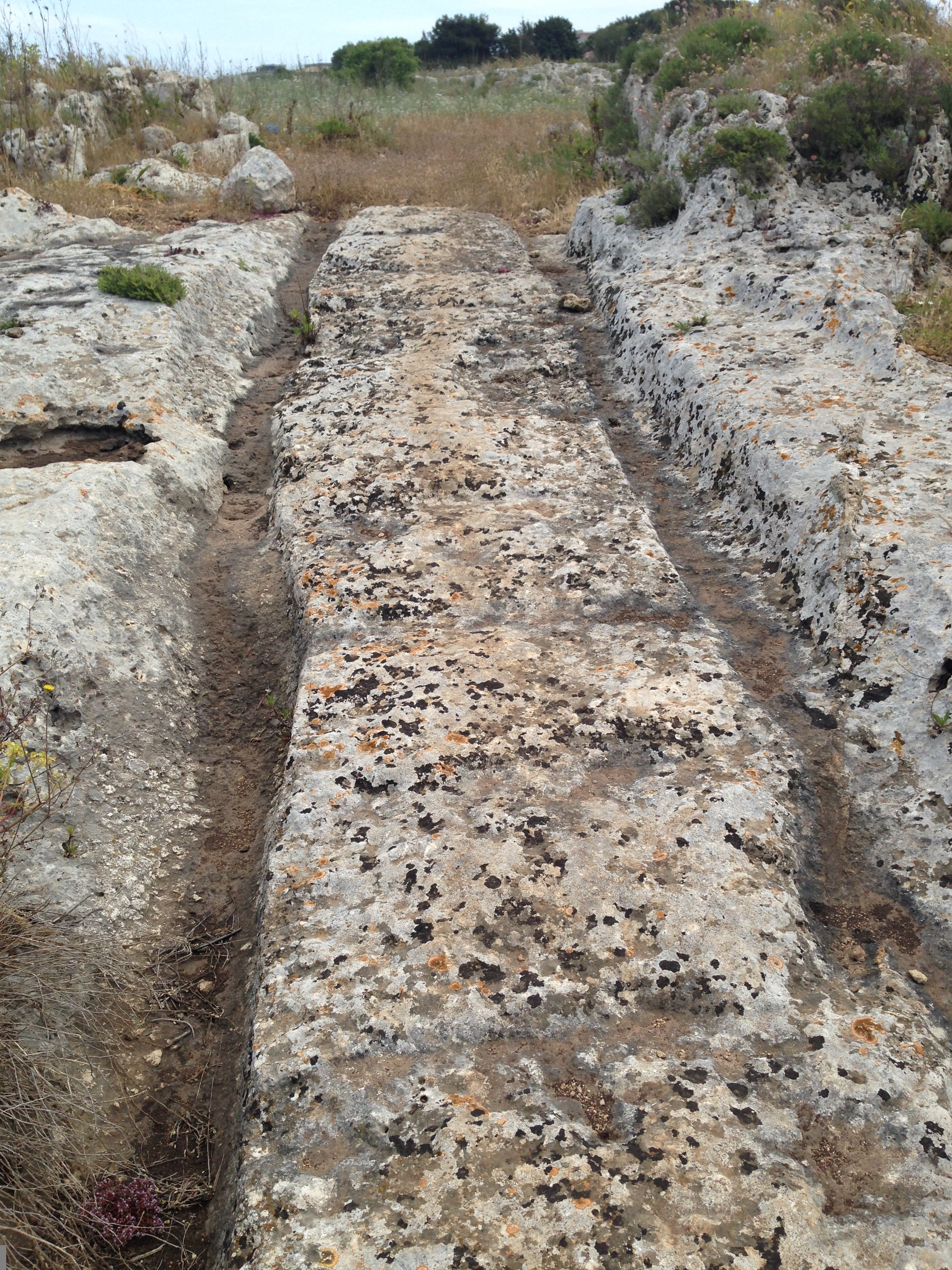
La porta Scea

Scala Greca (Scala Reca in dialetto siracusano) è una zona di Siracusa appartenente fino al 2018 alla circoscrizione di Tiche situata al suo estremo nord (proprio per tale motivo è la porta d'ingresso per chi viene da questa direzione), ed oltre a essere l'estremità periferica è la parte più nuova della città insieme alla Pizzuta. 
Il nome deriva da un passaggio di epoca greca (traccia di una porta di accesso alla città) situato a settentrione dell'altopiano, il quale scende verso la piana di Targia (in cui esiste una necropoli). Esso presenta due solchi paralleli e orme degli zoccoli dei cavalli incisi nella roccia per il camminamento di carri e cavalli. Guardando dall'alto o dalla stessa piana si ha la sensazione di vedere proprio una scala. Nei dintorni, c'è pure la porta Scea, la quale sempre in epoca greca era la porta d'ingresso della città. 
Nella zona, oltre alla presenza di molteplici attività commerciali, di scuole e di uffici, si evidenzia la presenza del "Centro Sportivo Riccardo Garrone" (già "Centro Sportivo Montedison") fino a una decina di anni fa sede degli allenamenti del Siracusa Calcio e delle gare interne del proprio settore giovanile, oltre che di altre realtà calcistiche siracusane che continuano a giocarvi. 

## Storia e archeologia
La località di Scala Greca che rappresenta un punto nevralgico della città moderna, lo fu anche per la città greca. Le numerose carraie che solcano la roccia testimoniano il nodo stradale che da Siracusa si dipartiva per Megara Iblea, Lentini e Catania e che metteva in comunicazione col proasteion (piccolo abitato) sul porto del Trogilo (presso la Tonnara di Santa Panagia). Il borgo comprendeva una zona sacra e la necropoli a nord. Lungo l’estrema propaggine della balza rocciosa contigua a quella che era la vecchia strada provinciale, e oggi visibile dalla statale 115 a sinistra per chi esce da Siracusa, si aprono alcune grotte. La prima fu oggetto di indagine archeologica da parte di Paolo Orsi nel 1900, che rivelò la sua frequentazione da parte dell’uomo a partire dal periodo greco (fine del V secolo a.C.) sino all’età bizantina, medievale e oltre. La grotta è attraversata da un tratto di acquedotto greco con relativo pozzo di attacco, della fine del VI- inizi del V secolo a.C., che serviva i quartieri di Tycha e Akradina. La presenza dell’acqua all’interno della grotta avrebbe potuto fare pensare ad un Ninfeo, ma così si esprime Paolo Orsi: nulla che accenni a tale culto fu colà rinvenuto e nulla di arcaico, anzi, singolare coincidenza, nulla del V secolo ma del IV e del III di guisa che sembra risultare la grotta abbia cominciato ad essere luogo di culto solo poco prima che l’acquedotto cessò di funzionare. Nel periodo classico la grotta fu, dunque, adibita a luogo di culto. Una conca sacrificale, le cui pareti interne presentavano tracce di bruciature si trova al centro dell’antro, e restituì frammenti di ossa combuste e di terrecotte votive. Davanti all’ingrottamento (in origine decorato da una cornice parte in pietra e parte in stucco ed arricchita con elementi scultorei fissi o mobili), vi è una panca lunga quasi 7 metri, dipinta in origine in rosso, utilizzata per l’esposizione delle offerte votive e vi sono alcuni sedili  per i fedeli che qui avevano convegno per i sacri riti. Visibile, inoltre, un altare rettangolare (3,70 x 2,10 metri) che era arricchito, nella sua parte elevata, da elementi scultorei in pietra calcarea come si evince dal rinvenimento di un frammento di ala e da un altro di panneggio. Nonostante i saccheggi, Orsi raccolse parecchie centinaia di frammenti relativi a teste, maschere, parti di figurine in argilla e vasetti e ancora  frammenti che rappresentano asce, fiaccole, tronchi d’albero (talvolta palme), cani, leoni, pantere, lepri, cavalli, capre, maiali, grifi, uccelli (IV-III secolo a.C.). Attraverso l’accurata analisi di queste terrecotte, Paolo Orsi identificò il culto e la divinità a cui fa riferimento la grotta di Scala Greca: ed ormai il nome di Artemide e di Artemision apparirà a tutti giustificato.